# Африканда (аеродром)
Африканда — військова авіабаза в Мурманській області Росії. Розташований на північ від однойменного села. Тут здебільшого базувалась винищувачі 470-го гвардійського ВАП, який було розформовано 30 листопада 2000.

## Історія

### Під час Другої світової війни
Аеродром використовувався бойовою авіацією Карельського фронту. З 1 червня по 1 липня 1942 року на аеродромі базувався 835-й винищувальний авіаційний полк на винищувачах Hawker Hurricane. Також з 1941 по 10 листопада 1943 року базувався 609-й винищувальний авіаційний полк, що використовував винищувачі «Hurricane» і ЛаГГ-3.
У 1943 році на аеродромі базувався 137-й авіаційний полк ближньої авіації зі складу 258-ї змішаної авіаційної дивізії на літаках A-20, за зразкове виконання завдань командування перейменований у 114-й гвардійський бомбардувальний авіаційний полк.
У березні 1944 року на аеродромі базувалися підрозділи оперативної групи 8-го авіаційного корпусу дальньої дії: оперативна група 36-ї авіаційної дивізії дальньої дії 455-й авіаполк дальньої дії 48-ї авіаційної дивізії на літаках Іл-4.
З квітня по червень 1944 року на аеродромі базувався 668-й штурмовий авіаційний полк (ШАП) що використовував Іл-2.

### Повоєнний період
З серпня 1945 по липень 1946 року на аеродромі базувався 668-й ШАП.
Західні розвідувальні служби повідомляли про те, що реактивні винищувачі діяли з Африканда ще в 1953 році З 1953 року на базі дислокувався 431-й винищувальний авіаційний полк, озброєний МіГ-15, МіГ-17, МіГ-19 і Су-15ТМ, який у 1960 році став 431-м полком ППО. З 1960 року полк входив до складу 21-го корпусу ППО.
431-й винищувальний авіаційний полк базувався тут протягом усієї холодної війни; у 1978 році Су-15 який вилетів з Африканди, перехоплював рейс Korean Air 902, який був вимушено посаджений; а в 1990 році, згідно з обміном даними звичайних збройних сил в Європі, тут базувалось 39 літаків-перехоплювачів Су-15ТМ. У вересні 1993 року 431-й ВАП був об'єднаний з 641-м гвардійським ВАП і став 470-м гвардійським винищувальним авіаційним полком. У складі полку також перебувало декілька літаків Су-27.
У 1993 році з аеродрому Рогачово був переведений 641-й гвардійський Віленський ордена Кутузова винищувальний авіаційний полк.
Обидва полки були об'єднані в один, який у вересні 1993 року отримав назву 470-й гвардійський Віленський ордена Кутузова винищувальний авіаційний полк. На його озброєнні були винищувачі Су-27.
1 вересня 2001 року 470-й гвардійський винищувальний авіаційний полк був розформований.